# Logan, Iowa
Logan är administrativ huvudort i Harrison County i Iowa. Orten har fått sitt namn efter militären John A. Logan. Vid 2010 års folkräkning hade Logan 1 534 invånare.